# Буиса, Памфинетт
Памфинетт «Пэм» Бутиса (англ. Pamphinette "Pam" Buisa, родилась 28 декабря 1996 года в Виктории) — канадская регбистка, участница летних Олимпийских игр 2020 года в составе женской сборной Канады по регби-7.

## Биография

### Ранние годы и образование
Уроженка Виктории (Британская Колумбия). Есть старшая сестра Доркас, играющая в баскетбол в университете Карлтона.
Регби занялась в 7-м классе школы, прежде занималась баскетболом. Училась в университете Виктории, выступая за университетскую команду «Вайкс», выиграв с ней в сезоне 2015/2016 чемпионат Западной Канады. Окончила университет со степенью по политологии и социальной справедливости. В 2014 году в составе сборной Канады участвовала в Юношеских Олимпийских играх в Нанкине, завоевав серебряную медаль. В 2016 году стала серебряной призёркой студенческого чемпионата мира. Занимает пост супервайзера стипендиального фонда при Университете Виктории.

### Карьера игрока
С сезона 2017/2018 выступает в Мировой серии, дебютировала на этапе в Лэнгфорде. В том же году выступила на чемпионате мира в Сан-Франциско (заняла 7-е место). В 2019 году выиграла титул чемпионки Панамериканских игр в Лиме, а также помогла сборной квалифицироваться в Токио, выступая в Мировой серии и выиграв бронзовые медали на последнем этапе Мировой серии.
17 июля 2020 года Пэм, а также Кэролайн Кроссли и Черити Уильямс вошли в сформированную Рабочую группу чернокожих, коренных и цветных жителей (англ. Black, Indigenous, and People of Colour Working Group / BIPOC Working Group) при Регби Канада: группа занимается оказанием помощи представителям национальных и расовых меньшинств, желающим заниматься регби. Участвовала в акциях протеста Black Lives Matter в Канаде летом 2020 года.
В июне 2021 года включена в заявку сборной Канады на летнюю Олимпиаду в Токио.

### Личная жизнь
В свободное время любит петь в караоке, слушать подкасты и смотреть документальные фильмы. Покупает для матери кружки в каждой стране, которую посещает. Перед матчами просматривает нарезку лучших моментов со своим участием. Слушает госпел-музыку, занимается зарядкой по утрам. Девиз — «Не высовывайся и продолжай работу» (англ. Just keep your head down and keep pushing).